# Ирландцы в Балтиморе
История ирландцев в Балтиморе восходит к началу и середине XIX века. Ирландско-американская община города сосредоточена в районах Хэмпден, Кантон, Хайлендтаун, Феллс-Пойнт и Локаст-Пойнт .

## История

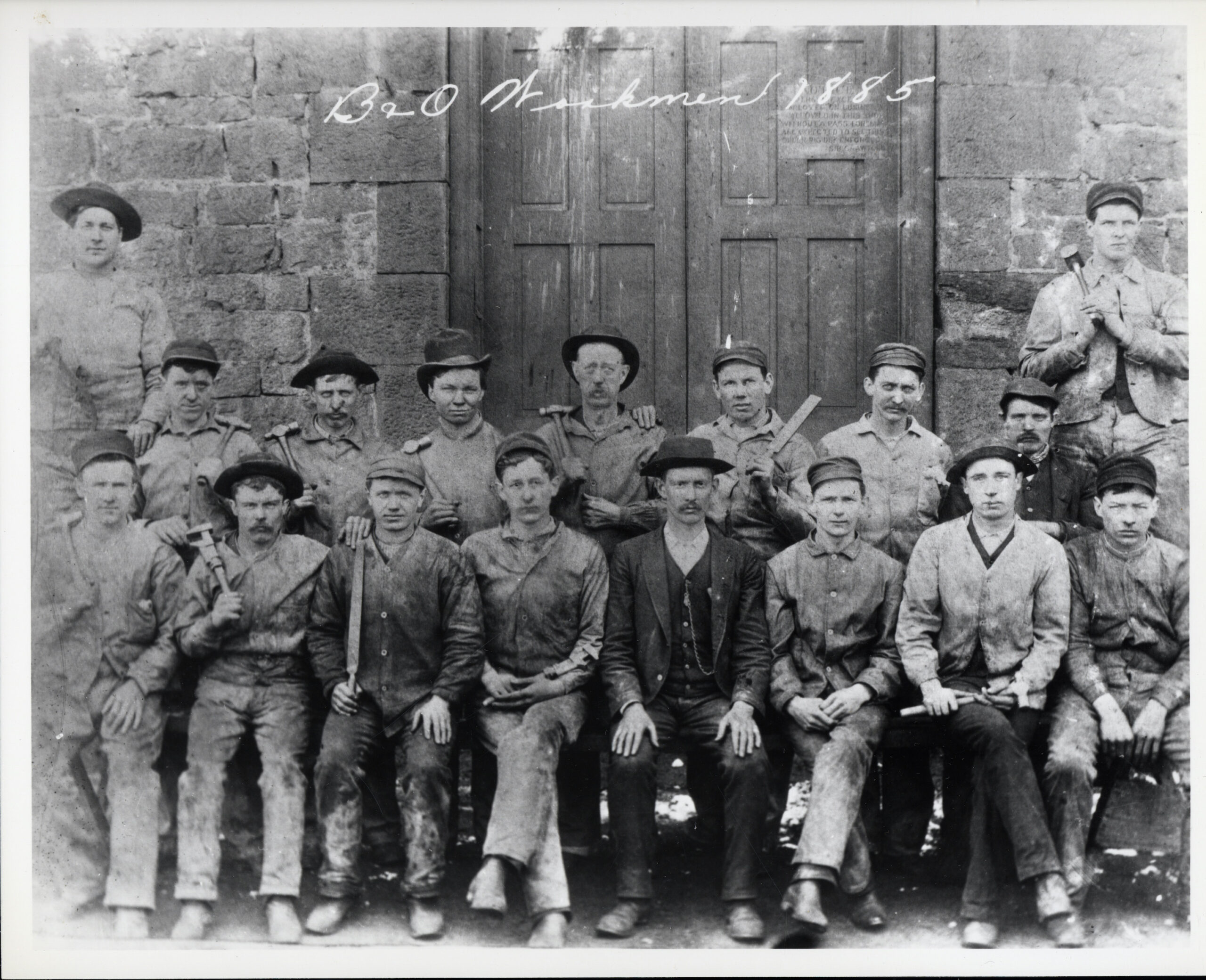
Ирландские железнодорожники. Предоставлено музеем железной дороги B&O

Первые ирландские иммигранты начали прибывать в Балтимор в 1820-х годах. Центром их притяжения стала железнодорожная станция «Baltimore and Ohio Railroad».
После картфельного голода 1800-х годов множество ирландцев прибыло в порт Балтимора. Многие из них стали железнодорожными рабочими на железной дороге B&O. Семейная история Джеймса Фили, одного из таких рабочих, сохранена в музее ирландских железнодорожников.

## Демография
В 1880 году ирландцы составляли большую часть иностранного населения Балтимора — 24,6 % от всех иностранных жителей. 16,9 % (56 354) жителей Балтимора были иностранного происхождения, 13 863 из них — ирландцы.
К 1920 году 10 240 евроамериканцев говорили на английском или кельтском языке.
Согласно переписи населения США 1940 года, в Балтиморе проживало 2159 иммигрантов из Ирландии. Всего в городе было 4077 человек ирландского происхождения, что составляло 4,6 % среди белых жителей иностранного происхождения. Ирландцы составляли 22 % среди иностранцев в Хайлендтаун и 13,5 % жителей в Хэмдене.
По состоянию на 2000 год, ирландская община в Центральном Мэриленде насчитывала 341 683 человека, что равнялось 13,4 % населения района. Это сделало их второй по величине европейской этнической группой после немцев. В самом Балтиморе насчитывалось 9 045 ирландцев, 6 % населения города.
В 2011 году ирландцы были 66-й по величине группой иностранного происхождения в Балтиморе.
В 2013 году в городе Балтимор проживало около 37 359 ирландцев, составляющих 6 % населения.

## Известные ирландцы Балтимора
- Дж. Г. Бэннон — тренер студенческой футбольной команды, главный тренер Мэрилендского сельскохозяйственного колледжа в 1894 году.
- Филип Берриган — католический священник, активист-пацифист
- Джеймс Кэрролл — директор B&O, судья и политик.
- Джон Кэрролл — священник, первый епископ и архиепископ в США.
- Джон Ли Кэрролл — член Демократической партии США, 37-й губернатор Мэриленда с 1876 по 1880 год.
- Элизабет Паттерсон Бонапарт — светская львица, дочь балтиморского торговца Уильяма Паттерсона и первая жена младшего брата Наполеона — Жерома Бонапарта.
- Майкл Джозеф Керли — католический священнослужитель, первый архиепископ Вашингтона (1937-1945), десятый архиепископ Балтимора (1921—1947).
- Джон Сэмюэл Фоли — католический прелат, епископ Детройта
- Джеймс Гиббонс — католический кардинал, девятый архиепископом Балтимора (1877-1921)
- Дж. Гарольд Грейди — судья, мэр Балтимора с 1959 по 1962 год.
- Дэвид Хассельхофф — актер, певец, продюсер и бизнесмен.
- Пэт Хили — футболист «Балтимор Бласт».
- Билли Холидей — американская певица, новатор в джазовом вокале.
- Джордж Проктор Кейн — политик и полицейский, наиболее известный своей ролью маршала полиции во время беспорядков в Балтиморе в 1861 году.
- Уильям Генрих Килер — католический кардинал, архиепископ Балтимора с 1989 по 2007 год.
- Томас Келсо — филантроп и бизнесмен.
- Эмброуз Джером Кеннеди — член палаты представителей Конгресса США от Мэриленда.
- Джон Александр Кеннеди — суперинтендант полиции Нью-Йорка.
- Джон Пендлтон Кеннеди — политический деятель и писатель, министр военно-морских сил США, сторонник Севера в Гражданской войне в США
- Фрэнсис Патрик Кио — католический священнослужитель, архиепископ Балтимора (1947—1961).
- Фрэнсис Кенрик — католический прелат, шестой архиепископ архиепархии Балтимора (1851—1863).
- Лаура Липпман — писательница детективной прозы.
- Патрик Маллен — военнослужащий ВМС США и один из 19 военнослужащих, дважды удостоенных Медали Почёта.
- Эдвин Фредерик О’Брайен — католический кардинал-прелат, 15-й архиепископ Балтимора с 2007 по 2011 год.
- Питер Махер (боксер) — боксёр средней и тяжёлой весовой категории.
- Джим Маккей — спортивный тележурналист.
- Брайан Малланфи — десятый мэр Сент-Луиса (1847-1848).
- Джон Малланфи — торговец в Сент-Луисе и Балтиморе.
- Герберт О’Коннор — 51-й губернатор Мэриленда (1939-1947) политик-демократ.
- Фрэнк О’Хара — писатель, поэт и арт-критик.
- Мартин О’Мэлли — 61-й губернатор Мэриленда (2007-2015), политик-демократ.
- Майкл Фелпс — пловец, самый титулованный спортсмен Олимпийских игры, завоевавший в общей сложности 28 медалей.
- Эдгар Аллан По — писатель, поэт, эссеист, литературный критик и редактор. По родился в Бостоне, но происходил из известной балтиморской семьи и начал свою литературную карьеру в Балтиморе в начале 1830-х годов.
- Уильям Паттерсон — бизнесмен, торговец оружием во время Американской революции и основатель железной дороги Балтимора и Огайо (B&O).
- Томас Ракл — художник-любитель, маляр, ветеран Англо-американской войны
- Мартин Джон Сполдинг — католический священнослужитель, архиепископ Балтимора (1864—1872).
- Джеймс Фрэнсис Стэффорд — католический кардинал, ауксилиарий Балтимора (1976—1982).
- Роберт Строубридж — методистский проповедник.
- Джозеф Стюарт — солдат Армии Союза, участвовавший в Гражданской войне в США и удостоенный Медали Почёта
- Мэй Уилсон — художница, деятель авангардного искусства Нью-Йорка 1960—1970-х годов, пионер феминистского и мэйл-арт движения.

### Вымышленные ирландцы Балтимора
- Роджер Гаффни — вымышленный полицейский из полицейского управления Балтимора в сериале «Убойный отдел», которого играет Уолт Макферсон.
- Стюарт Гарти — вымышленный персонаж телесериала «Убойный отдел», роль которого исполнил Питер Герети
- Майк Келлерман — вымышленный персонаж телесериала «Убойный отдел», роль которого исполнил Рид Даймонд.
- Джимми Макналти — вымышленный детектив полицейского управления Балтимора из драмы HBO «Прослушка», роль которого исполнил Доминик Уэст.
- Меган Рассерт — вымышленный персонаж телесериала «Убойный отдел», роль которой исполнила Изабелла Хофманн.
- Джек Райан — вымышленный персонаж, созданный Томом Клэнси, который появляется во многих его романах и их экранизациях.